# Aparecida de Minas
Aparecida de Minas é um distrito do município brasileiro de Frutal, no estado de Minas Gerais. Possui cerca de 2800 habitantes e está localizada a 13 km da Rodovia BR-153 no acesso A-900. A cidade mais próxima é Frutal-MG, está aproximadamente a 45 km de distância. O distrito é administrado por uma subprefeitura do município.